# دهستان شیرامین
دهستان شیرامین یکی از دهستان‌های استان آذربایجان شرقی است که در بخش حومه شهرستان آذرشهر واقع شده‌است.